# Viktor Abakumov
Viktor Semionovici Abakumov (în rusă:Виктор Семёнович Абакумов,11 aprilie sau, după calendarul gregorian, 24 aprilie 1908 Moscova - 19 decembrie 1954 Leningrad) a fost un ofițer sovietic de securitate, de origine rusă, general-colonel, înalt funcționar al serviciilor de securitate ale Uniunii Sovietice,vicecomisar al poporului al U.R.S.S. pentru afacerile interne (al N.K.V.D.) (1941-1943), ministru adjunct al apărării (1943-1946), comandant între 1943-1951 al Serviciului sovietic de contraspionaj SMERȘ, și între anii 1946-1951 ministrul pentru securitatea statului(M.B.G.) al Uniunii Sovietice, deputat în Sovietul Suprem al U.R.S.S.(1945). Arestat fiind în 1951, încă în timpul lui Stalin, Abakumov a fost executat în 1954 sub acuzația de trădare a patriei. 
Postum, în 1955 i-au fost retrase toate gradele și decorațiile. În 1997 Curtea Supremă a Rusiei a anulat acuzația de trădare și a comutat post mortem sentința de pedeapsă cu moartea în 25 ani detențiune, pentru crime legate de Procesul Leningrad etc.

## Anii de tinerețe
Viktor Abakumov s-a născut la Moscova în familia unui muncitor si a unei croitorese, amândoi de origine rusă. El a învățat 8 clase de școală elementară. Ca adolescent, în anii 1921-1923 el a servit ca sanitar voluntar în unități ale securității sovietice (otnaz - brigada nr.2 cu misiuni speciale din Moscova. După ce a fost concediat, a îndeplinit diverse munci ocazionale, din 1925 a fost muncitor ambalator la Uniunea cooperativelor meșteșugărești, în anul 1927 a fost paznic in detașamentul 1 al apărării industriei militare, apoi iar ambalator la Uniunea cooperativelor de consum Țentrosoiuz.
În anul 1927 Abakumov a fost cooptat în rândurile Comsomolului, iar în 1930 în Partidul Comunist. Împreună cu alți tineri comsomoliști, Avakumov a fost recrutat în anii 1920 în rândurile OGPU (precursorul KGB-ului), care aveau nevoie adesea de cadre noi din cauza deselor epurări. În cadrul politicii Partidului de promovare a muncitorilor ca funcționari în ministere, el a fost angajat la Ministerul Comerțului.În anii 1931-1932 el a lucrat în aparatul funcționăresc al Comsomolului.
În anul 1932 el a început să lucreze la Ministerul de interne N.K.V.D., unde a ocupat mai multe funcții minore.
A lucrat în anii 1932-1933 la departamentul economic și poate și la departamentul de anchete, dar în anul următor, a fost găsit că folosea camerele conspirative pentru întâlniri cu femei și atunci șeful său, P.M.Șreider, l-a demis, considerându-l nedemn de a fi un adevărat Cekist. Abakumov a fost transferat la administrația GULAG în unitatea operativă nr.3
După 4 ani de serviciu în NKVD în anul 1936 el a fost înaintat la gradul de sublocotenent. După ce Lavrenti Beria a preluat conducerea N.K.V.D., Abakumov a beneficiat de o rapidă promovare în carieră.

## În fruntea serviciilor de securitate
La 27 aprilie 1939 Abakumov a fost numit în fruntea serviciului de securitate din regiunea Rostov. El a devenit cunoscut pentru metodele lui brutale de anchetă, recurgând,adesea,personal,la torturarea celor anchetați.
La 3 februarie 1941 el a devenit vicecomisar al poporului pentru afacerile interne, răspunzător de contraspionaj.
În numai 5 ani el a fost avansat de la gradul de ofițer inferior la cel de adjunct al conducătorului N.K.V.D. 
În aprilie 1943, în mijlocul anilor Marelui Război pentru Apărarea Patriei,  Abakumov a fost numit comandant general al organizațiilor sovietice de contraspionaj SMERȘ și adjunct al ministrului apărării, în acest fel serviciul pe care îl conducea fiind  despărțit de Ministerul de Interne de sub conducerea lui Beria și pus sub controlul Ministerului Apărării. Din acest moment Abakumov a devenit unul din apropiații lui Stalin, mai ales datorită rapoartelor zilnice pe care le înainta acestuia despre activitatea comandanților Armatei Roșii. În afară de aceasta s-au bucurat de apreciere succesele pe care serviciul de contraspionaj de sub conducerea sa le-a obținut în timpul războiului. 
În anul 1944 Abakumov a participat la organizarea deportării popoarelor din Caucazul de nord, pentru care a fost decorat cu ordinele „Kutuzov” și „Steagul Roșu”. 
În 1946 a fost însărcinat să organizeze judecarea responsabililor industriei aviatice sovietice,
Și după terminarea războiului oamenii lui Abakumov au efectuat urmăriri ale convorbirilor comandanților armatei și pe această bază, o parte din generalii sovietici -  cei din comandamentul zonei Volga - au fost executați, iar alții, ca de pildă, unii  din anturajul mareșalului Gheorghi Jukov, au fost condamnați la pedepse cu închisoarea (Procesul generalilor).
În 1945 a dispărut în Ungaria diplomatul suedez Raoul Wallenberg, cunoscut pentru eforturile sale de salvare a zeci de mii de evrei din Budapesta sub ocupația nazistă. El a fost arestat de serviciile de securitate sovietice, probabil din ordinul lui Stalin. Abakumov este suspectat ca fiind acela care a fost responsabil de anchetarea și poate, torturarea lui Wallenberg, al cărui destin fatal a rămas neclarificat.
La 7 mai 1946 Abakumov a fost avansat și numit ministru al securității statului, la care a fost alipit și serviciul de contraspionaj ca departamentul nr.3 al acestuia. În noua sa funcție, Abakumov s-a ocupat de prigonirea așa zișilor „dușmani ai poporului”. Sub directa sa conducere a fost înscenat Procesul Leningrad, judecarea conducerii locale din Leningrad, care a dus la executarea a doi membri ai Biroului Politic ai Partidului, precum și prigoana contra membrilor Comitetului Antifascist Evreiesc. Potrivit indicațiilor lui Abakumov, în 1948 a fost organizată la Minsk asasinarea conducătorului acestui comitet, actorul de limba idiș Solomon Mihoels.
Paralel cu activitatea sa ca ministru al securității statului în anii 1945-1951 Abakumov a fost membru în comisia secretă a Biroului Politic al P.C.U.S. însărcinată cu procesele judiciare  și a participat la organizarea proceselor contra naziștilor și colaboratorilor lor   
În anul 1949 ministerul condus de Abakumov a răspuns de Marea Deportare din Martie în  Siberia a circa 100.000 persoane din Țările Baltice.   
La 19 februarie 1951 Abakumov s-a adresat lui Stalin, propunând și deportarea în Siberia a membrilor sectei Martorii lui Iehova.Propunerea sa a fost aprobată și, drept urmare, încă circa 10.000 de cetățeni au fost deportați în Siberia.

## Căderea
La 11 iulie 1951 Comitetul Central al P.C.U.S. a aprobat așa numita hotărâre „Cu privire la starea de lucruri din Minsterul pentru Securitatea Internă”. O zi mai târziu, la 12 iulie 1951 Abakumov a fost arestat și acuzat de complot împotriva Statului sovietic, de sprijinire a sionismului, și de o așa zisă încercare de a tărăgăna anchetarea medicilor acuzați de complot, care fuseseră arestați de ministerul său. Baza acestor acuzații era plângerea unuia din anchetatorii șefi din Ministerul Securității, Mihail Riumin. După o parte din mărturiile existente, demersul ar fi fost promovat de către Gheorghi Malenkov. Împreună cu Abakumov au fost arestați șefii birourilor din minister. Ancheta a durat câteva luni, timp în care Abakumov a fost deținut în închisoare, mai ales în închisoarea Lefortovo, împreună cu soția și copilul său recent născut. În cursul anchetelor, el a fost supus la  torturi, dar a refuzat să semneze o declarație de recunoaștere a vinei. La 17 februarie 1953 au fost trimise lui Stalin concluziile anchetei, inclusiv propunerea de a-i executa pe Abakumov și 10 din aghiotanții săi. Reacția lui Stalin a fost: „Nu au fost acuzați toți complotiștii.”  
După moartea survenită curând după aceea a lui Stalin și urcarea la putere a lui Nikita Hrușciov au fost schimbate capetele de acuzare împotriva lui Abakumov. Au fost scoase acuzațiile legate de „sprijinirea sionismului” și de „tărăgănare” a procesului medicilor, și în locul lor a fost acuzat de înscenarea Procesului Leningrad. Beria, care încă deținea pentru scurtă vreme un rol conducător în țară, nu era nici el interesat în eliberarea lui Abakumov,mai ales pentru că acesta epurase Ministerul Securității statului de toți oamenii săi. După arestarea și executarea lui Beria, Abakumov a mai fost acuzat și de faptul că ar fi fost un susținător al acestuia.
În iulie 1954, Riumin, acel anchetator de securitate, care inițiase ancheta „complotului medicilor”, și a cărui plângere servise drept bază acuzațiilor inițiale contra lui Abakumov, a fost el însuși executat pentru trădare.  Aceasta,însă, nu i-a fost lui Abakumov de vreun folos, ancheta sa fiind continuată. Procesul său a început la sfârșitul anului 1954 la Leningrad, în aceeași sală în care au fost judecate victimele „Afacerii Leningrad". La 19 decembrie 1954 Abakumov a fost executat de îndată după citirea sentinței. După un an, la 14 noiembrie 1955 i-au fost retrase postum gradele și toate decorațiile.
A fost înhumat la cimitirul Rakitki.
În anul 1997,43 ani mai târziu, Curtea Supremă a Federației Ruse l-a achitat post mortem pe Abakumov de acuzația de trădare de țară, și i-a comutat pedeapsa la 25 ani închisoare și confiscarea averii.
Viktor Abakumov a fost căsătorit cu Antonina Nikolaevna Smirnova, fiica hipnotizatorului de spectacol „Orlando”. Ea a fost pusă în libertate după trei ani de detențiune, împreună cu copilul lor, Igor, și a revenit la numele ei de fată, Smirnov.
Fratele lui Abakumov, Aleksei Abakumov, a fost preot creștin ortodox la Moscova.
Fiul, Igor Smirnov (1951-2004) a fost om de știință, care s-a ocupat cu utilizarea de tehnologii de calculator în diagnostic și tratamente psihologice.

## Trivia
De menționat că surse ostile armenilor atribuie uneori lui Abakumov o origine imaginară armeană, și susțin în mod fals că s-ar fi născut la Armavir.,

## Comemorare
- Decembrie 2018 - Poșta Republicii Populare Lugansk a emis un timbru postal cu efigia lui Abakumov, in cadrul unei colițe închinate Centenarului organului de contrainformații militare [5]

## Figura sa în media artistică și culturală

### În literatură
- romanul „În august 1944” (în românește „Trei în pădure”) de Vladimir Bogomolov - Abakumov apare ca "general-colonelul" și „directorul serviciului militar de contrainformații” SMERȘ.
- ca ministru al securitătii statului, Abakumov este menționat în romanele Primul cerc și Arhipelagul Gulag de Aleksandr Soljenițîn, „Disperare” de Iulian Semionov, „Evanghelia după călău” de Frații Vainer, „Praf și cenușă” de Anatoli  Rîbakov, „Consilierul secret al Conducătorului” de Vladimir Uspenski

În romanul fraților Arkadi si Gheorghi Vainer „Evanghelia după călău”, Abakumov este unul din personajeșe centrale, alături de colegul său Mihail Riumin,care se ocupa de Procesul „medicilor asasini". Abakumov,care era implicat în organizarea Afacerii Leningrad, se arăta mai puțin interesat de procesul medicilor si de mersul acestuia.  
- 2009 - Abakumov apare ca unul din personajele principale ale seriei de cărți semifantastice „Blocada” de Kiril Benediktov  (în cadrul proiectului „Etnogeneza” al editurii Populiarnaia literatura)
- Ca director al închisorii NKVD din Lubianka, Abakumov este descris în cartea Viktoriei Fiodorova - „Fiica amiralului”.
- Abakumov este si personajul principal al unei povestiri a scriitorului rus contemporan Mihail Lukin, în ipostaza ofițerului Ministerului de interne dintr-o Uniune Sovietică alternativă.
- Abakumov este unul din personajele principale și în romanul lui Vsevolod Gluhovțev „Тридевять небес” (Foarte, foarte departe) în care scriitorul imaginează o relație între Abakumov, ca șef al NKVD în regiunea Rostov și psihanalista Sabina Spielrein, de la care preia în taină niște idei.

### În cinema și televiziune
- 1992 - Filmul Primul cerc (SUA) regia:Sheldon Larry; în rolul lui Abakumov: Christopher Plummer
- 2000 - Filmul În august 1944 (Belarus-Rusia), regia Mihail Ptașuk; în rolul lui Abakumov a jucat Aleksandr Timoșkin
- 2005 - Steaua epocii (Звезда эпохи), serial de televiziune (Rusia), după un roman de Natalia Pușnova,regizor:Iuri Kara, cu actorul Iuri Șlîkov
- 2009  Вольф Мессинг: видевший сквозь время Volf Messing:văzând prin timp după un roman de Eduard Volodraski, serial istoric TV (Rusia), regia: Vladimir Krasnopolski, Valeri Uskov; tot cu Iuri Șlîkov in rolul lui Abakumov
- 2006 -  Primul cerc» (2006) (Rusia) în regia lui Gleb Panfilov și « A păstra pentru totdeauna » (2007). cu Roman Madeanov,
- 2006 -   Stalin. Live, serial istoric rus, cu Veaceslav Nevinnîi-Junior , regia:Boris Kazakov, Dmitri Kuzmin, Aleksandr Zaharenkov, în rolul lui Abakumov
- 2009 - «Приказано уничтожить! Операция: «Китайская шкатулка»», (2009); S-a ordonat nimicirea! Operațiunea Cutia chinezească film - drama militară (Rusia), regia:Serghei Bobrov, cu Stepan Starcikov în rolul lui Abakumov
- 2011 -  СМЕРШ. Легенда для предателя - SMERȘ - O legenda pentru trădător , serial (Rusia)-regia:Irina Ghedrovici, cu Stepan Starcikov
- 2011   Dragul meu om - Дорогой мой человекserial (Rusia) cu Aleksandr Poliakov în rolul lui Abakumov
- 2011 -   Неистовый, яростный, бешеный… - Furios, furios, furios (Rusia) film istoric, comandat de primăria Moscova, regia :Mihail Mamedov cu  Aleksandr Mironov in rolul lui Abakumov
- 2012 -  Jukov - serial TV regia:Aleksei Muradov,  cu Aleksandr Peskov —  ca Abakumov
- 2012 -  Контригра  - Contra joc , serial TV (Rusia), regia:Elena Nikolaeva, cu Igor Skurihin —în rolul lui Abakumov
- 2012  SMERȘ; Văgăuna vulpii (Rusia).cu Evgheni Nikitin
- 2016 -  «Казнить нельзя помиловать» (Execuția nu poate fi grațiată) cu Piotr Semak în rolul lui Abakumov
- 2017 - Țara Sovietelor. Conducători uitați.

Страна Советов. Забытые вожди;miniserial , docu, rus, regia Pavel Sergațkov  Aleksei Ustinov îl joacă pe Abakumov 
- 2019 SMERȘ - СМЕРШ» miniserial , docu, *(Rusia) cu Iuri Osipov
- 2019 - Прыжок Богомола   Saltul călugariței, cu Aleksandr Katin senior
- 2022 - «СМЕРШ. continuare» (2022). cu Aleksander Naumov